# Leucoagaricus leucothites

Туркиња ( лат. Leucoagaricus leucothites) је врста гљиве из породице Agaricaceae која се препознаје се по белој капици и белом прстену. 

## Етимологија
Име Leucoagaricus потиче од грчке речи Leucos што значи бело и Agaricus. Дакле, Leucoagaricus сугерише групу белих печурака које су у већини аспеката сличне врстама Agaricus.
Специфични епитет leucothites потиче од истог грчког корена leucos што значи бело. Hites долази од грчке речи која означава назив за најнижу класу у друштву.

## Oпис
- Клобук: широк 4-10 cm; у почетку звонолико кугласт, на крају раширен и вијугав, беле  боје, после сив, прекривен финим љускицама које се затим губе ; на додир постаје жућкастозеленкаст.
- Листићи: густи, воденасти, од трусине могу бити црвенкасто напрашени .
- Стручак: висок 5-10 cm, бео, најпре пун па шупаљ, на дну задебиљан, влакнаст, венчић редовно закривљен тканинаст и гладак.
- Месо : бело, на споју стручка и клобука добија црвенкасти дашак; мирис оштар и прилично неугодан.
- Споре : беле, црвенкасте, елиптичне, 7-10 x 5-7 μm.

## Јестивост и могућност замене са другим гљивама
Туркиња је јестива гљива. Донекле је слична Lepiota cretacea и подсећа на липавку ( Agaricus arvensis)
 
|  | Опис гљиве у овом чланку није потпун нити је довољан за коректну и сигурну идентификацију гљиве. Непажњом врло лако се јестиве гљиве могу помешати са отровним. Уколико се поједу отровне уместо јестивих гљива, може доћи до тешких оштећења појединих органа, или до смрти оног који их је појео. Aко желите да скупљате гљиве, не препоручује се коришћење описа из овог чланка за препознавање, већ да се обавестите о изгледу и начину препознавања код неког стручњака за гљиве. |

## Екологија и распрострањеност
Расте самостално или групно на травнатим површинама или крај путева, култивисане површине. Повремено се појављују у шуми. Појављују се на лето и јесен (али се понекад  могу пронаћи и у пролеће)
Прилично честа врста у Британији и Ирској, а налазе се и у већем делу Европе. Ова врста се јавља у многим другим деловима света, укључујући и Северну Америку. Има скоро глобалну дистрибуцију, јавља се првенствено у урбаним, култивисаним подручјима.